# V-bombare

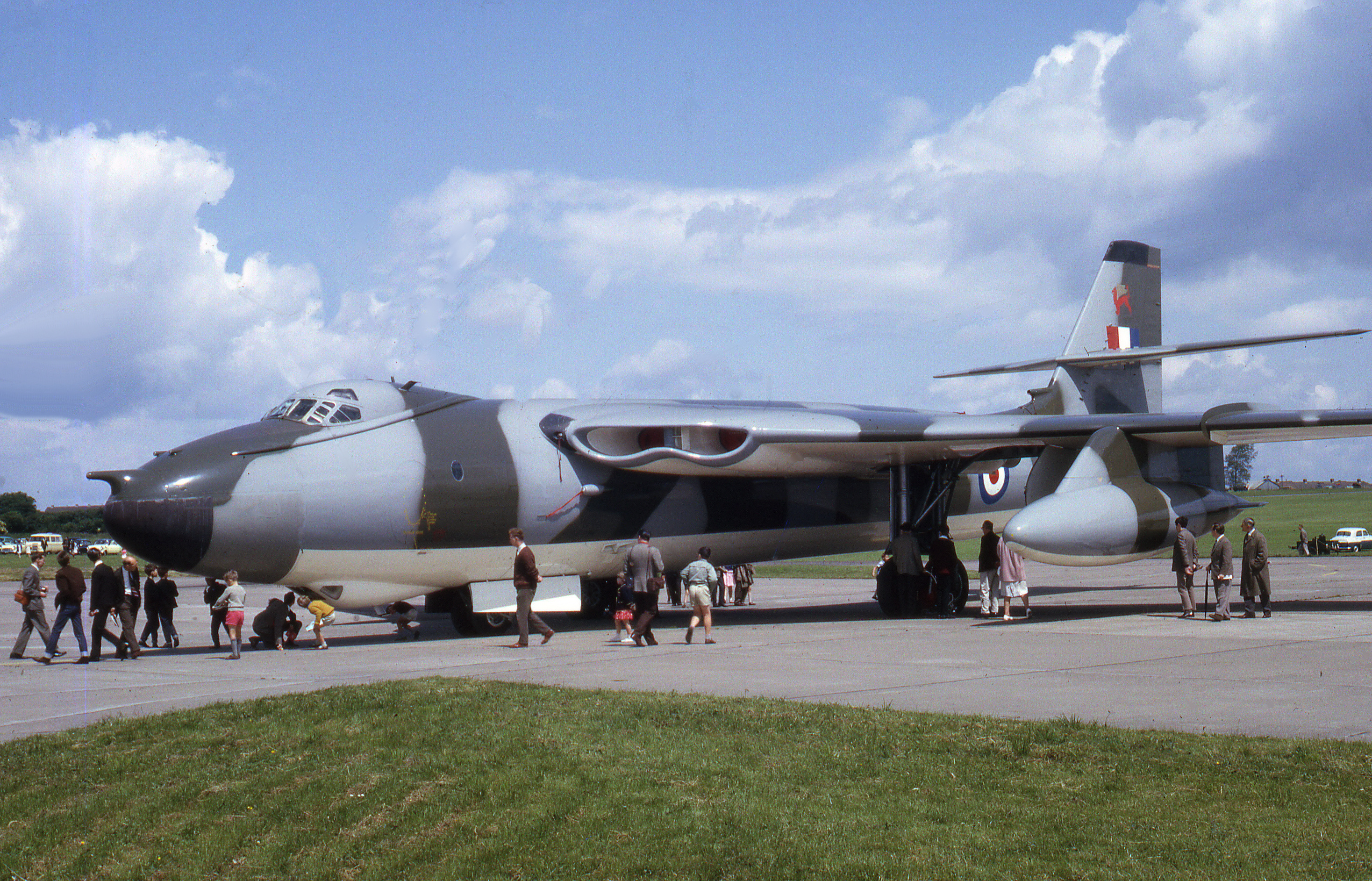
Vickers Valiant

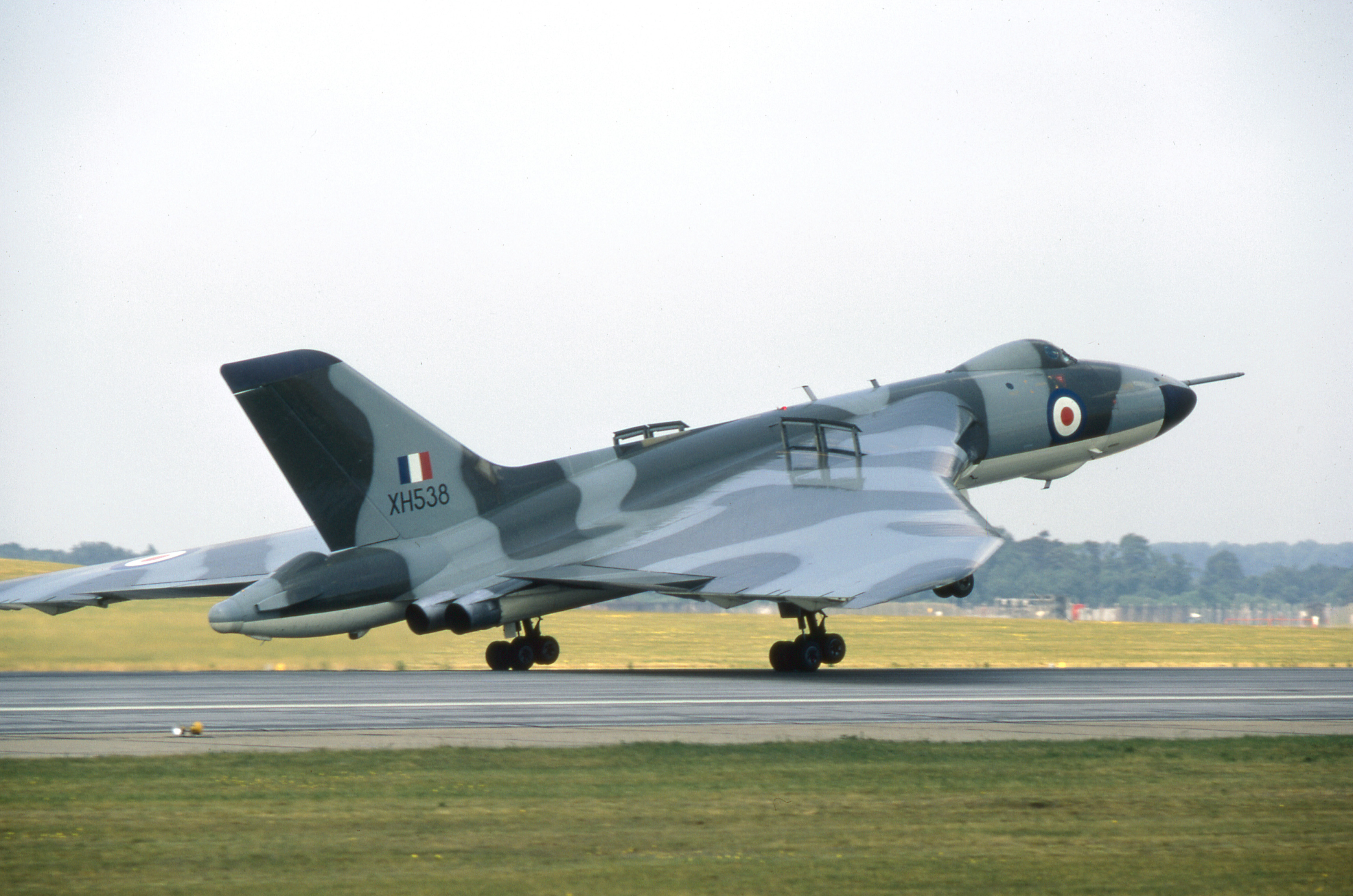
Avro Vulcan

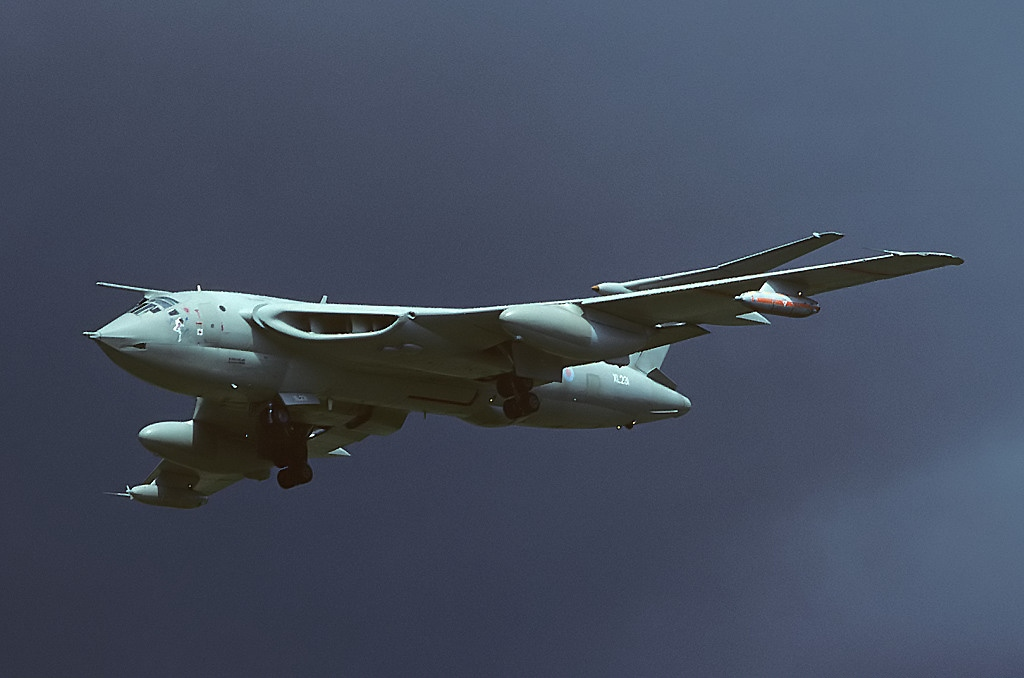
Handley Page Victor

V-bombare var samlingsnamnet på de brittiska kärnvapenkapabla bombflygplanen Valiant, Vulcan och Victor. Namnet kommer av att alla tre flygplansmodellerna hade namn som började på bokstaven V. Det officiella namnet var Bomber Command Main Force.
Alla tre flygplanen var resultatet av samma specifikation; Ett bombflygplan som kunde flyga 4 000 km i 900 km/h med en atombomb som vägde 4 500 kg. Vickers Valiant var egentligen för långsamt för att klara kraven, men eftersom den hade en enklare och mer konventionell design än de andra och dessutom kunde levereras snabbare så beställde Royal Air Force femtio stycken för att i alla fall ha något modernt bombflygplan ifall de andra skulle drabbas av problem. Den var i tjänst från 1955 till 1964.
Ett år efter Valiant togs Avro Vulcan i tjänst. Vulcan var det första bombflygplanet med deltavinge och kunde flyga både högre och fortare än Valiant. Vulcan blev den huvudsakliga V-bombaren med totalt 70 stycken levererade. Den kunde även anfalla på låg höjd för att undgå luftvärnsrobotar som S-75 Dvina, något som Valiant inte klarade lika bra.
Den sista V-bombaren var Handley Page Victor som togs i tjänst två år efter Vulcan. Victor var den största och tyngsta av V-bombarna och hade också längst räckvidd och störst lastförmåga.
Alla V-bombare var ursprungligen konstruerade att flyga högt och snabbt för att undgå att bekämpas. Införandet av luftvärnsrobotar vände upp och ner på de planerna och V-bombarna blev i stället tvungna att flyga lågt och snabbt. Valiant fick problem med metallutmattning på låg höjd och togs ur tjänst 1964. Därefter fick Vulcan bära huvudansvaret som V-bombare emedan allt fler Victors byggdes om till lufttankningsflygplan. V-bombarnas betydelse minskade också när Storbritanniens kärnvapenförmåga allt mer flyttades över till strategiska robotubåtar.
Alla V-bombare har använts i strid, fast då med konventionella bomber. Valiant användes under Suezkrisen 1956, Victor under Indonesien–Malaysia-konflikten 1964–1965 och Vulcan under Falklandskriget 1982 (se operation Black Buck).

## Beväpning
Den ursprungliga beväpningen var atombomben Blue Danube som var en brittisk motsvarighet till Little Boy. Efter att vätebomben uppfunnits växlade beväpningen över till Violet Club och Yellow Sun. Vulcan och Victor kunde även beväpnas med kärnvapenroboten Blue Steel. De konventionella alternativen var 21 stycken 454 kg bomber eller två stycken Tallboy. Victor hade även kapacitet att bära den massiva flygbomben Grand Slam.
Vulcan och Victor skulle ha beväpnats med amerikanska Skybolt-robotar, men när det projektet lades ner och Storbritannien i istället erbjöds Polaris-robotar genom Nassauöverenskommelsen försköts kärnvapenförmågan från Royal Air Force till Royal Navy. V-bombarna behöll viss kärnvapenförmåga till slutet genom WE.177B.